# Jodium-124
Jodium-124 of 124I is een onstabiele radioactieve isotoop van jodium, een halogeen. De isotoop komt van nature niet op Aarde voor.

## Radioactief verval
Jodium-124 vervalt door β+-verval naar de stabiele isotoop telluur-124:
{\displaystyle {\ce {{^{124}_{53}I}->{^{124}_{52}Te}+{e^{+}}+{\nu }_{e}}}}
De halveringstijd bedraagt 4,2 dagen.

## Toepassingen
Jodium-124 wordt, vanwege de ideale halveringstijd, aangewend in de nucleaire geneeskunde als radioactieve tracer en bij behandelingen (bij een PET-scan). Het wordt gedetecteerd met behulp van een gammacamera. Doordat jodium een hoge affiniteit voor de schildklier heeft, wordt de isotoop voornamelijk ingezet om die klier te onderzoeken. Het wordt vooral toegediend onder de vorm van natriumjodide (typisch in basische oplossing van natriumhydroxide).
107I · 108I · 109I · 110I · 111I · 112I · 113I · 114I · 114mI · 115I · 116I · 116mI · 117I · 118I · 118mI · 119I · 120I · 120m1I · 120m2I · 121I · 121mI · 122I · 123I · 124I · 125I · 126I · 127I · 128I · 128m1I · 128m2I · 129I · 130I · 130m1I · 130m2I · 130m3I · 130m4I · 131I · 132I · 132mI · 133I · 133m1I · 133m2I · 134I · 134mI · 135I · 136I · 136mI · 137I · 138I · 139I · 140I · 141I · 142I · 143I · 144I · 145I